# Madame X Tour
A Madame X Tour az amerikai énekesnő Madonna tizenegyedik koncertturnéja volt, amely 2019-es tizennegyedik stúdióalbuma, a Madame X népszerűsítésére szolgált. A turné 75 koncertet foglalt magába, amely 2019. szeptember 17-én New Yorkban vette kezdetét, és 2020. március 8-án Párizsban fejeződött be. A turnét a Maverick és a Live Nation Entertainment menedzselte.
Ez volt az első alkalom az 1985-ös The Virgin Tour című turné óta, hogy az énekesnő kis helyszíneken is fellépett. A koncertek főként az Egyesült Államokban, Angliában, Franciaországban, és Portugáliában kerültek megrendezésre. A mobiltelefonokat és az okosórákat kitiltották a koncertekről, amit vegyes reakciók fogadtak a rajongók részéről. A nagy érdeklődésre való tekintettel New Yorkban, és Los Angelesben új dátumokat adtak meg, amikor a turné állomások hivatalosan is bejelentésre kerültek. 2019. május 20.-án hivatalosan is bejelentették a többi amerikai város dátumát. A turnéról készült Lisszabonban forgatott Madame X koncertfilmet Ricardo Gomes, Sasha Kasiuha és Nuno Xico rendezte. Premierje szeptember 23-án volt a New York-i Times Square Edition Hotelben, a Paramount+-on pedig 2021. október 8-án adták ki.

## Szetlista
Az alábbi díszletlista a 2019. október 16-án, a Chicago Theatre-ben tartott koncertről készült. Nem reprezentálja az összes koncertet a turné időtartama alatt.
I. felvonás:
1. "God Control"
2. "Dark Ballet"
3. "Human Nature"
4. "Express Yourself" ( A cappella részlet)
5. "Papa Don’t Preach" (string intro)

II. felvonás:
1. "Madame X Manifesto"  (videóbejátszás)
2. "Vogue"
3. "I Don’t Search I Find"
4. "Papa Don’t Preach"
5. "American Life"

III. felvonás:
1. "Batuka"  (bemutató videóval)
2. "Fado Pechincha"  (Isabel De Oliveira feldolgozás)
3. "Killers Who Are Partying"
4. "Crazy"
5. "Welcome to My Fado Club"  (A La Isla Bonita elemeit tartalmazza)
6. "Sodade"  (Cesária Évora feldolgozás)
7. "Medellín"
8. "Extreme Occident"

IV. felvonás:
1. "Rescue Me"  (bejátszás)
2. "Frozen"
3. "Come Alive"
4. "Future"

V. felvonás:
1. "Crave"  (Tracy Young Remix)
2. "Like a Prayer"

Bónusz:
1. "I Rise"

## Turnéállomások
| Dátum               | Város         | Ország                    | Helyszín                        | Közreműködő előadók | Bevétel       |
| Észak-Amerika       | Észak-Amerika | Észak-Amerika             | Észak-Amerika                   | Észak-Amerika       | Észak-Amerika |
| ------------------- | ------------- | ------------------------- | ------------------------------- | ------------------- | ------------- |
| 2019.szeptember 17. | New York      | Amerikai Egyesült Államok | Brooklyn Academy of Music       | —                   | —             |
| 2019.szeptember 18. | New York      | Amerikai Egyesült Államok | Brooklyn Academy of Music       | —                   | —             |
| 2019.szeptember 19. | New York      | Amerikai Egyesült Államok | Brooklyn Academy of Music       | —                   | —             |
| 2019.szeptember 21. | New York      | Amerikai Egyesült Államok | Brooklyn Academy of Music       | —                   | —             |
| 2019.szeptember 22. | New York      | Amerikai Egyesült Államok | Brooklyn Academy of Music       | —                   | —             |
| 2019.szeptember 24. | New York      | Amerikai Egyesült Államok | Brooklyn Academy of Music       | —                   | —             |
| 2019.szeptember 25. | New York      | Amerikai Egyesült Államok | Brooklyn Academy of Music       | —                   | —             |
| 2019.szeptember 26. | New York      | Amerikai Egyesült Államok | Brooklyn Academy of Music       | —                   | —             |
| 2019.szeptember 28. | New York      | Amerikai Egyesült Államok | Brooklyn Academy of Music       | —                   | —             |
| 2019.október 1.     | New York      | Amerikai Egyesült Államok | Brooklyn Academy of Music       | —                   | —             |
| 2019.október 2.     | New York      | Amerikai Egyesült Államok | Brooklyn Academy of Music       | —                   | —             |
| 2019.október 3.     | New York      | Amerikai Egyesült Államok | Brooklyn Academy of Music       | —                   | —             |
| 2019.október 5.     | New York      | Amerikai Egyesült Államok | Brooklyn Academy of Music       | —                   | —             |
| 2019.október 6.     | New York      | Amerikai Egyesült Államok | Brooklyn Academy of Music       | —                   | —             |
| 2019.október 10.    | New York      | Amerikai Egyesült Államok | Brooklyn Academy of Music       | —                   | —             |
| 2019.október 12.    | New York      | Amerikai Egyesült Államok | Brooklyn Academy of Music       | —                   | —             |
| 2019.október 16.    | Chicago       | Amerikai Egyesült Államok | Chicago Theatre                 | —                   | —             |
| 2019.október 17.    | Chicago       | Amerikai Egyesült Államok | Chicago Theatre                 | —                   | —             |
| 2019.október 21.    | Chicago       | Amerikai Egyesült Államok | Chicago Theatre                 | —                   | —             |
| 2019.október 23.    | Chicago       | Amerikai Egyesült Államok | Chicago Theatre                 | —                   | —             |
| 2019.október 24.    | Chicago       | Amerikai Egyesült Államok | Chicago Theatre                 | —                   | —             |
| 2019.október 27.    | Chicago       | Amerikai Egyesült Államok | Chicago Theatre                 | —                   | —             |
| 2019.október 28.    | Chicago       | Amerikai Egyesült Államok | Chicago Theatre                 | —                   | —             |
| 2019.november 2.    | San Francisco | Amerikai Egyesült Államok | Golden Gate Theatre             | —                   | —             |
| 2019.november 4.    | San Francisco | Amerikai Egyesült Államok | Golden Gate Theatre             | —                   | —             |
| 2019.november 5.    | San Francisco | Amerikai Egyesült Államok | Golden Gate Theatre             | —                   | —             |
| 2019.november 7.    | Las Vegas     | Amerikai Egyesült Államok | The Colosseum at Caesars Palace | —                   | —             |
| 2019.november 9.    | Las Vegas     | Amerikai Egyesült Államok | The Colosseum at Caesars Palace | —                   | —             |
| 2019.november 10.   | Las Vegas     | Amerikai Egyesült Államok | The Colosseum at Caesars Palace | —                   | —             |
| 2019.november 13.   | Los Angeles   | Amerikai Egyesült Államok | Wiltern Theatre                 | —                   | —             |
| 2019.november 14.   | Los Angeles   | Amerikai Egyesült Államok | Wiltern Theatre                 | —                   | —             |
| 2019.november 16.   | Los Angeles   | Amerikai Egyesült Államok | Wiltern Theatre                 | —                   | —             |
| 2019.november 17.   | Los Angeles   | Amerikai Egyesült Államok | Wiltern Theatre                 | —                   | —             |
| 2019.november 19.   | Los Angeles   | Amerikai Egyesült Államok | Wiltern Theatre                 | —                   | —             |
| 2019.november 20.   | Los Angeles   | Amerikai Egyesült Államok | Wiltern Theatre                 | —                   | —             |
| 2019.november 21.   | Los Angeles   | Amerikai Egyesült Államok | Wiltern Theatre                 | —                   | —             |
| 2019.november 23.   | Los Angeles   | Amerikai Egyesült Államok | Wiltern Theatre                 | —                   | —             |
| 2019.november 24.   | Los Angeles   | Amerikai Egyesült Államok | Wiltern Theatre                 | —                   | —             |
| 2019.november 25.   | Los Angeles   | Amerikai Egyesült Államok | Wiltern Theatre                 | —                   | —             |
| 2019.december 7.    | Philadelphia  | Amerikai Egyesült Államok | Metropolitan Opera House        | —                   | —             |
| 2019.december 8.    | Philadelphia  | Amerikai Egyesült Államok | Metropolitan Opera House        | —                   | —             |
| 2019.december 10.   | Philadelphia  | Amerikai Egyesült Államok | Metropolitan Opera House        | —                   | —             |
| 2019.december 11.   | Philadelphia  | Amerikai Egyesült Államok | Metropolitan Opera House        | —                   | —             |
| 2019.december 14.   | Miami Beach   | Amerikai Egyesült Államok | The Fillmore Miami Beach        | —                   | —             |
| 2019.december 15.   | Miami Beach   | Amerikai Egyesült Államok | The Fillmore Miami Beach        | —                   | —             |
| 2019.december 17.   | Miami Beach   | Amerikai Egyesült Államok | The Fillmore Miami Beach        | —                   | —             |
| 2019.december 18.   | Miami Beach   | Amerikai Egyesült Államok | The Fillmore Miami Beach        | —                   | —             |
| 2019.december 19.   | Miami Beach   | Amerikai Egyesült Államok | The Fillmore Miami Beach        | —                   | —             |
| 2019.december 21.   | Miami Beach   | Amerikai Egyesült Államok | The Fillmore Miami Beach        | —                   | —             |
| Európa              |               |                           |                                 |                     |               |
| 2020.január 12.     | Lisszabon     | Portugália                | Coliseu dos Recreios            | —                   | —             |
| 2020.január 14.     | Lisszabon     | Portugália                | Coliseu dos Recreios            | —                   | —             |
| 2020.január 16.     | Lisszabon     | Portugália                | Coliseu dos Recreios            | —                   | —             |
| 2020.január 18.     | Lisszabon     | Portugália                | Coliseu dos Recreios            | —                   | —             |
| 2020.január 21.     | Lisszabon     | Portugália                | Coliseu dos Recreios            | —                   | —             |
| 2020.január 23.     | Lisszabon     | Portugália                | Coliseu dos Recreios            | —                   | —             |
| 2020.január 29.     | London        | Egyesült Királyság        | London Palladium                | —                   | —             |
| 2020.január 30.     | London        | Egyesült Királyság        | London Palladium                | —                   | —             |
| 2020.február 1.     | London        | Egyesült Királyság        | London Palladium                | —                   | —             |
| 2020.február 2.     | London        | Egyesült Királyság        | London Palladium                | —                   | —             |
| 2020.február 5.     | London        | Egyesült Királyság        | London Palladium                | —                   | —             |
| 2020.február 6.     | London        | Egyesült Királyság        | London Palladium                | —                   | —             |
| 2020.február 8.     | London        | Egyesült Királyság        | London Palladium                | —                   | —             |
| 2020.február 9.     | London        | Egyesült Királyság        | London Palladium                | —                   | —             |
| 2020.február 12.    | London        | Egyesült Királyság        | London Palladium                | —                   | —             |
| 2020.február 13.    | London        | Egyesült Királyság        | London Palladium                | —                   | —             |
| 2020.február 15.    | London        | Egyesült Királyság        | London Palladium                | —                   | —             |
| 2020.február 16.    | London        | Egyesült Királyság        | London Palladium                | —                   | —             |
| 2020.február 22.    | Párizs        | Franciaország             | Le Grand Rex                    | —                   | —             |
| 2020.február 23.    | Párizs        | Franciaország             | Le Grand Rex                    | —                   | —             |
| 2020.február 26.    | Párizs        | Franciaország             | Le Grand Rex                    | —                   | —             |
| 2020.február 27.    | Párizs        | Franciaország             | Le Grand Rex                    | —                   | —             |
| 2020.február 29.    | Párizs        | Franciaország             | Le Grand Rex                    | —                   | —             |
| 2020.március 3.     | Párizs        | Franciaország             | Le Grand Rex                    | —                   | —             |
| 2020.március 4.     | Párizs        | Franciaország             | Le Grand Rex                    | —                   | —             |
| 2020.március 8.     | Párizs        | Franciaország             | Le Grand Rex                    | —                   | —             |

### Lemondott koncertek
| Dátum (2019–2020)    | Város                  | Ország           | Helyszín                  | Ok                                                       |
| -------------------- | ---------------------- | ---------------- | ------------------------- | -------------------------------------------------------- |
| 2019. szeptember 15. | New York               | Egyesült Államok | Howard Gilman Opera House | Tervezési hibák                                          |
| 2019. október 7.     | New York               | Egyesült Államok | Howard Gilman Opera House | Sérülés                                                  |
| 2019. november 12.   | Los Angeles            | Egyesült Államok | Wiltern Theatre           | Tervezési hibák                                          |
| 2019. november 30.   | Boston (Massachusetts) | Egyesült Államok | Wang Theatre              | Sérülés                                                  |
| 2019. december 1.    | Boston (Massachusetts) | Egyesült Államok | Wang Theatre              | Sérülés                                                  |
| 2019. december 2.    | Boston (Massachusetts) | Egyesült Államok | Wang Theatre              | Sérülés                                                  |
| 2019. december 22.   | Miami Beach            | Egyesült Államok | The Fillmore Miami Beach  | Sérülés                                                  |
| 2020. január 19.     | Lisszabon              | Portugália       | Coliseu dos Recreios      | Sérülés                                                  |
| 2020. január 22.     | Lisszabon              | Portugália       | Coliseu dos Recreios      | Sérülés                                                  |
| 2020. január 27.     | London                 | Anglia           | London Palladium          | Sérülés                                                  |
| 2020. február 4.     | London                 | Anglia           | London Palladium          | Sérülés                                                  |
| 2020. február 11.    | London                 | Anglia           | London Palladium          | Sérülés                                                  |
| 2020. február 20.    | Párizs                 | Franciaország    | Le Grand Rex              | Sérülés                                                  |
| 2020. február 25.    | Párizs                 | Franciaország    | Le Grand Rex              | Sérülés                                                  |
| 2020. március 1.     | Párizs                 | Franciaország    | Le Grand Rex              | Sérülés                                                  |
| 2020. március 7.     | Párizs                 | Franciaország    | Le Grand Rex              | Sérülés                                                  |
| 2020. március 10.    | Párizs                 | Franciaország    | Le Grand Rex              | A francia kormány intézkedése a Covid19 terjedése miatt. |
| 2020. március 11.    | Párizs                 | Franciaország    | Le Grand Rex              | A francia kormány intézkedése a Covid19 terjedése miatt. |

## Felvétel és dokumentumfilm
Még 2019 elején a lisszaboni székhelyű produkciós szolgáltató vállalat, a Krypton International kezdett el dolgozni a The World of Madame X című mini-dokumentumfilmen, amelyet Madonna régi munkatársa, Nuno Xico forgatott, és amelyet végül 2019 júliusának elején vetítettek le az Amazon Prime-on. 2020. január 12-én ez a cég közzétett hivatalos Instagram-oldalán egy képet az All Stage Access Pass programról a lisszaboni turné estjén, majd azt, hogy forgatják és rögzítik a koncertet egy esetleges későbbi élő albumra és Blu-ray-re. 2021 februárjában bejelentette, hogy újra forgatja a műsor egyes elemeit a közelgő élő adásban. 2021. április 14-én közzétette hivatalos Facebook-oldalán, ahogy a film privát vetítését tartották egy 500 férőhelyes színházban.
2021. július 15-én Madonna bejelentette, hogy a Madame X című dokumentumfilm, 2021. október 8-án fog megjelenni a Paramount+-on. A hivatalos előzetest 2021. szeptember 14-én töltötték fel YouTube-fiókjára, a film hivatalos premierjére pedig szeptember 23-án, a New York-i Times Square-i Edition Hotelben került sor.